# Pedro Solís García
Pedro Solís García Barcelona, 15 de octubre de 1968) es un director y guionista español de producciones de animación 3D, galardonado con dos Premios Goya al mejor cortometraje de animación por La Bruxa (2011) y Cuerdas (2014).

## Biografía
Aunque nace en Barcelona, su familia se traslada a vivir a Guadalajara (España) cuando él cuenta con dos años de edad.  Es en esta ciudad donde desarrolla sus estudios de grado superior de técnico electrónico.
Siempre atraído por el mundo de la animación y la tecnología dedica largas noches a aprender el manejo del modelado en 3D. En el año 1998 decide cambiar la estabilidad de un puesto fijo para lanzarse trabajar en el sector del videojuego, en el que ha desarrollado diferentes tareas, siendo desde artista 3D a coproductor en numerosos títulos para PC y consolas.
El salto al cine lo da de la mano del personaje  Tadeo Jones, al colaborar en el diseño de escenarios en los cortos de animación Tadeo Jones  y Tadeo Jones y el sótano maldito de Enrique Gato.
En el año 2006 comienza una nueva andadura como Director de Producción en Lightbox Entertainment, donde colabora en títulos como “Las aventuras de Tadeo Jones” en 2012, la aventura espacial “Atrapa la bandera” (2015) y la secuela del éxito del 2012 "Tadeo Jones 2: El secreto del Rey Midas” (2017), distribuidas internacionalmente por Paramount Pictures. 
La Bruxa, su  primera película, como director y guionista, fue galardonada con  el Premio Goya 2010 al Mejor Cortometraje de Animación  y algunos otros premios importantes.
Cuerdas es su segundo cortometraje como guionista y director. Con él ha conseguido el Premio Goya 2014 al Mejor cortometraje de Animación y un amplio número de premios y reconocimientos entre los que destaca el “Guinness World Record”  al cortometraje de animación más premiado de la historia.
En febrero de 2023 se estrenó en España, de la mano de Warner Bros. Pictures, Momias, dirigida por Juan Jesús García Galocha, Galo, en la que Pedro Solís participó como productor.
Su último proyecto, Buffalo Kids, se estrenó en agosto de 2024. En esta película participa como guionista y codirector. Este largometraje tiene sus orígenes en Cuerdas  y en la extraordinaria historia de amistad entre sus dos protagonistas, una amistad que ahora se expande hasta el lejano Oeste americano en Buffalo Kids, un largometraje repleto de aventuras, acción y emoción en la que aquellos María y Nico pasan a ser Mary y Nick.
Buffalo Kids, en la actualidad, ha recibido el Premio Forqué al Mejor Largometraje de Animación y tiene dos nominaciones en la 39 edición de los Premios Goya, a la Mejor canción (Fernando Velázquez "Show Me") y a la Mejor película de animación  

## Filmografía
| Año  | Título                                  | Puesto                 | Empresa                  |
| ---- | --------------------------------------- | ---------------------- | ------------------------ |
| 2024 | Buffalo Kids                            | Director               | Core Animation           |
| 2023 | Momias                                  | Productor              | Core Animation           |
| 2017 | Tadeo Jones 2: El secreto del rey Midas | Director de Producción | Lightbox                 |
| 2015 | Atrapa la bandera                       | Director de Producción | Lightbox                 |
| 2013 | Cuerdas                                 | Director               | La Fiesta PC             |
| 2012 | Las aventuras de Tadeo Jones            | Director de Producción | El Toro, Lightbox, Ikiru |
| 2010 | La Bruxa                                | Director               | La Fiesta PC             |
| 2007 | Tadeo Jones y el sótano maldito         | Sets&Props             | La Fiesta PC             |
| 2004 | Tadeo Jones                             | Sets&Props             | La Fiesta PC             |